# 호카조노 타케루
호카조노 타케루(일본어: 外薗 健 호카조노 다케루[*], 2000년 9월 6일~)는 일본의 만화가로, 대표작은 《카구라바치》가 있다.

## 경력
대학 재학 중 코로나로 만화를 만들기 시작했다.
「염천(炎天)」을 점프 GIGA 2021년 봄 호에 게재하면서 데뷔, 제 100회 데즈카상에서 준입선하게 된다.
주간 소년 점프 2022년 19호에서 점프 쇼트 프론티어(ジャンプ・ショート・フロンティア)로 작품 『창살로 엮다(まどぎわで編む)』를 게재하며해당 잡지에서 데뷔하게 된다.
2023년 9월부터 주간 소년 점프 2023년 42호에서 카구라바치를 연재한다.

## 에피소드
약 10년간 미용실에 가지 않고 스스로 머리를 자르고 있다.
나루토를 좋아해서 초기 작품에 영향을 받고 있으며해외 팬들이 많아 SNS에서 자주 화제가 되고 있다.

## 작품
- 범례
  - 굵은 글씨는 연재 작품
  - 〈게재 잡지〉WJ：주간 소년 점프 /  GIGA：소년 점프 NEXT!!（슈에이샤）

|  | 연재 작품 |  | 완결 작품 |

|   | 작품명                                    | 게재 잡지              | 수록   | 작품 주제                                                        |
| - | ----------------------------------------- | ---------------------- | ------ | ---------------------------------------------------------------- |
| 1 | 염천(炎天)                                | GIGA 2021년 봄호       | 미수록 | 영수(霊獣) 퇴치가 주제인 작품. 데뷔작. 제 100회 데즈카상 준입선. |
| 2 | 안녕! 체리보이!(さらば！チェリーボーイ！) | GIGA 2021년 봄호       | 미수록 | 개그물.                                                          |
| 3 | 체인(CHAIN)                               | GIGA 2021년 여름호     | 미수록 | 닌자물.                                                          |
| 4 | 창살로 엮다(まどぎわで編む)               | WJ 2022년 19호         | 미수록 | 학원물.                                                          |
| 5 | 록의 명약(ロクの冥約)                     | WM 2022년 36・37합병호 | 미수록 | 지옥의 악마와 청년이 주인공인 만화.                              |
| 6 | 카구라바치(カグラバチ)                    | WJ 2023년 42호 -       | 수록   | 검극 액션 만화.                                                  |